# Okres Nisa
Okres Nisa (Nysa; polsky Powiat nyski) je okres v polském Opolském vojvodství. Rozlohu má 1223,87 km² a v roce 2019 zde žilo 135 948 obyvatel. Sídlem správy okresu je město Nisa.

## Gminy
Městsko-vesnické:
- Hlucholazy
- Korfantów
- Nisa
- Otmuchów
- Paczków

Vesnické:
- Kamiennik
- Łambinowice
- Pakosławice
- Skoroszyce

## Města
- Hlucholazy
- Korfantów
- Nisa
- Otmuchów
- Paczków

## Sousední okresy
| Růžice kompasu | Strzelin          | Brzeg            | Opole   | Růžice kompasu |
| Růžice kompasu | Ząbkowice Śląskie | Sever            | Prudnik | Růžice kompasu |
| Růžice kompasu | Ząbkowice Śląskie | Okres Nisa       | Prudnik | Růžice kompasu |
| Růžice kompasu | Ząbkowice Śląskie | Jih              | Prudnik | Růžice kompasu |
| Růžice kompasu | Jeseník           | Bruntál, Jeseník | Bruntál | Růžice kompasu |